# Jüdischer Friedhof (Wöllmarshausen)

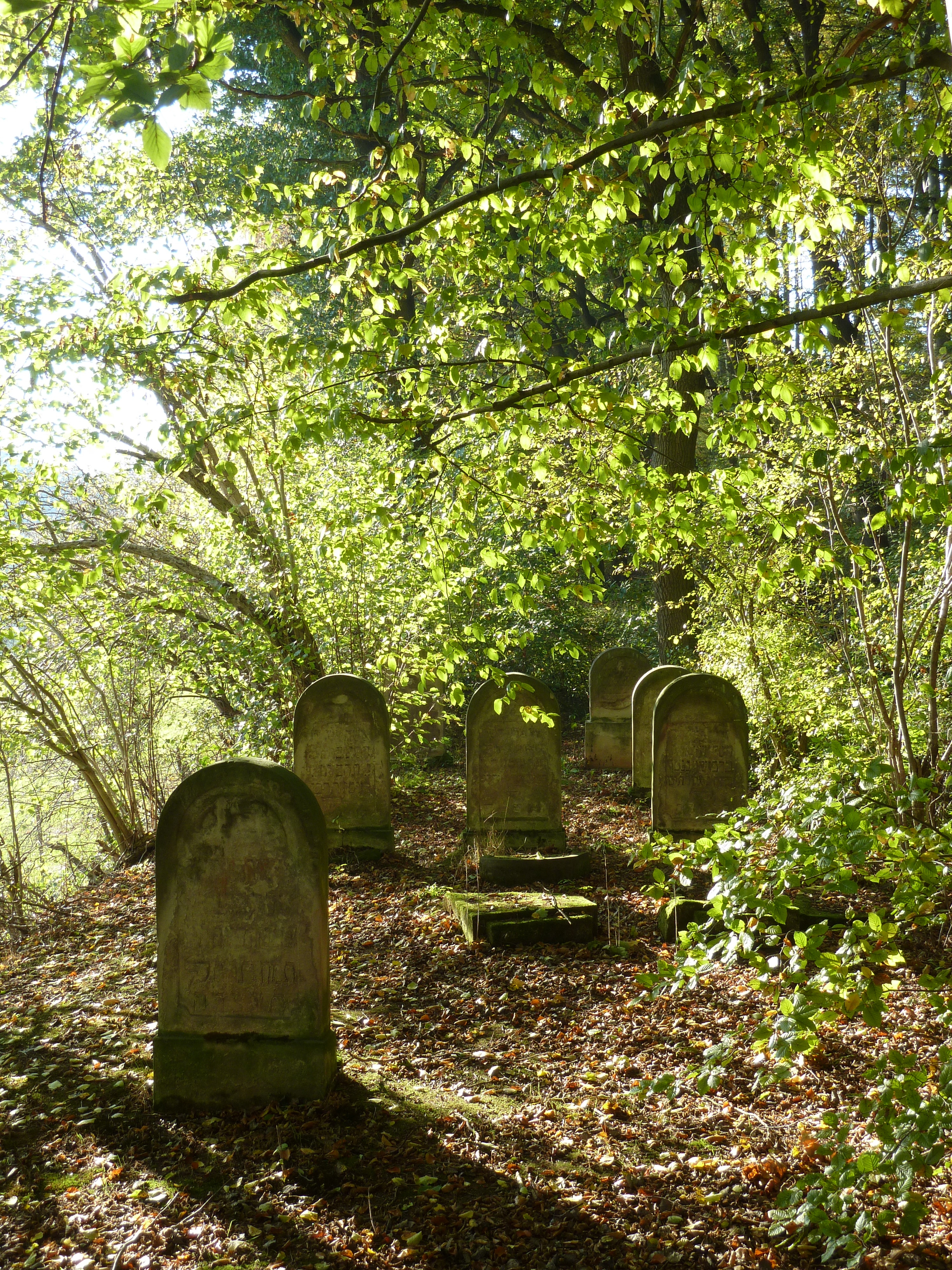
Jüdischer Friedhof Wöllmarshausen

Der Jüdische Friedhof Wöllmarshausen ist ein jüdischer Friedhof in Wöllmarshausen, einem Ortsteil der Einheitsgemeinde Gleichen im niedersächsischen Landkreis Göttingen.
Der Friedhof, auf dem sich neun Grabsteine befinden, liegt im Bereich Am Mühlenberg/Alte Heerstraße. Er wurde von 1858 bis 1870 belegt.